# Servicio Militar de Orden Público
El Servicio Militar de Orden Público de la Fuerzas Armadas de Ucrania (VSP) :(Ucraniano: Військова служба правопорядку у Збройних Силах України (ВСП):Es una unidad militar especial encargada de hacer cumplir la ley dentro de las Fuerzas Armadas de Ucrania. La Fundación  del VSP es el 19 de abril de 2002, cuando se emitió la primera orden sobre el VSP para iniciar la formación de sus subdivisiones estructurales. El Boletín de Defensa Estratégica de Ucrania de 2016 prevé la transformación del Servicio de Orden Público Militar de las Fuerzas Armadas de Ucrania en Policía Militar .

Emblema de la VSP

## Historia
Los militares del Ejército Popular de Liberación de Ucrania estuvieron representados como parte del contingente de mantenimiento de la paz de Ucrania en la República de Irak. La esfera de responsabilidad de los militares de las Fuerzas Armadas de Ucrania en Irak incluía las actividades de una treintena de comisarías de policía locales y de distrito.
En abril de 2018, un oficial de la unidad especial de las Fuerzas Armadas de Ucrania obtuvo los mejores resultados en el curso de contraataque para pequeños grupos SWAT en Polonia.
En octubre de 2018, los funcionarios de los departamentos especiales de investigación y del 25º centro de formación del Servicio de Orden Público Militar completaron el curso "Preservación e investigación de la escena del crimen" en el Centro de formación de la gendarmería militar de las Fuerzas Armadas de la República de Polonia en la ciudad de Minsk-Mazowiecki.

## Funciones
- Identificar las causas, requisitos previos y circunstancias de los crímenes y otros delitos cometidos en una unidad militar y en un objeto militar; buscar personas que abandonaron voluntariamente unidades militares (lugares de servicio).
- Prevención y eliminación de delitos y otros delitos en las Fuerzas Armadas de Ucrania.
- Participación en la protección de instalaciones militares y garantía del orden público y disciplina militar entre el personal militar en los lugares de despliegue de unidades militares, ciudades militares, en las calles y en lugares públicos.
- Protección de la propiedad de las Fuerzas Armadas de Ucrania contra robos y otras usurpaciones delictivas.
- Garantizar la seguridad del tráfico por carretera (vehículos militares).
- Participación en actividades de guarnición.
- Ejecución de decisiones sobre la detención de personal militar en la Hauptwacht en los casos previstos por la ley.
- Garantizar la ejecución de sanciones penales contra los militares que, según sentencia judicial, hayan sido condenados a detención en un batallón disciplinario.
- Asistencia dentro de los límites de su competencia a otros órganos de instrucción, órgano de investigación preliminar y tribunal, órgano del poder estatal, Órgano de autogobierno local, órgano de administración militar, empresas, instituciones, organizaciones en el desempeño de las funciones que les asignan de conformidad con las leyes.
- Participación en la lucha contra actos de sabotaje y actos de terrorismo en instalaciones militares.

Cuando se toma la decisión de introducir ley marcial o estado de emergencia en Ucrania o en algunas de sus localidades, el Servicio de Ley y Orden tiene además la tarea de:
- Participación en la lucha contra los grupos enemigos de sabotaje y reconocimiento en el territorio de Ucrania;
- Organización de reunión, escolta y vigilancia de prisioneros de guerras;
- Garantizar el cumplimiento del toque de queda en guarniciones;
- Protección de instalaciones militares, ciudades militares y su población, asistencia en su evacuación;
- Restauración y mantenimiento del orden y la disciplina en las unidades militares;
- Control sobre el movimiento de vehículos y transporte de carga de las Fuerzas Armadas de Ucrania.

## Estructura
Dirección Principal de la Policía Militar (MU А0880), Kiev
- Departamento de Contraincursión y Contraterrorismo ("Відділ протидії диверсіям та терористичним актам")

Reportando directamente:
- 93º Batallón MP (MU А2424), Kiev
- 138.º Centro de Propósitos Especiales (Contraincursión y Contraterrorismo) Knyaz Vladimir Svyatoslavich (MU А0952), Vasylkiv, Óblast de Kiev
- 307.º Batallón Disciplinario del VPS (MU А0488), Kiev
- 25º Centro de Entrenamiento de la Policía Militar (MU А1666), Lviv, Óblast de Lviv

Fuerzas territoriales:
Dirección Central (responsabilidad directa sobre Kiev y el Óblast de Kiev) (MU А2100), Kiev
- Oficina Zonal de Bila Tserkva, Bila Tserkva, Óblast de Kiev
- Unidad Zonal de Zhytomyr (AOR: Oblast de Zhytomyr), Zhytomyr, Oblast de Zhytomyr
  - Oficina de Novohrad-Volynsky
- Unidad Zonal de Poltava (AOR: Óblast de Poltava y Sumy), Poltava, Óblast de Poltava
  - Oficina zonal de Sumy
  - Batallón MP Konotop
- Unidad Zonal de Cherkasy (AOR: Óblast de Cherkasy), Cherkasy, Óblast de Cherkasy
  - Grupo MP de Uman Uman, Óblast de Cherkasy
- Unidad Zonal de Chernihiv (AOR: Óblast de Chernihiv), Chernihiv, Óblast de Chernihiv
  - Grupo MP de Desna, Desna, Óblast de Chernihiv

Dirección Territorial Occidental (responsabilidad directa sobre el Óblast de Lviv) (MU А0583), Lviv, Óblast de Lviv
- Unidad de Propósito Especial
- Oficina Zonal de Yavoriv
- 3.ª Unidad Especial (MU А2736), Lviv, Óblast de Lviv
- Unidad Zonal de Rivne (AOR: Óblasts de Rivne y Volyn), Rivne, Óblast de Rivne
  - Oficina zonal Volodymyr-Volynskyi
- Unidad Zonal de Ternopil (AOR: Óblasts de Ternopil e Ivano-Frankivsk), Ternopil, Óblast de Ternopil
  - Oficina zonal de Ivano-Frankivsk
- Unidad Zonal de Uzhhorod (AOR: Óblast de Zakarpatia), Uzhhorod
  - Oficina zonal de Mukácheve
- Unidad Zonal de Khmelnytskyi (AOR: Óblast de Khmelnytskyi), Khmelnytskyi, Óblast de Khmelnytskyi

Dirección Territorial del Sur (responsabilidad directa sobre el Óblast de Odesa) (MU А1495), Odesa, Óblast de Odesa
- Unidad de Propósito Especial
- Oficina del Servicio Militar de Aplicación de la Ley de Ucrania Bilhorod-Dnistrovskyi
- Unidad Zonal de Vinnytsia (AOR: Óblast de Vinnytsia), Vinnytsia, Óblast de Vinnytsia
  - Oficina de Propósito Especial
- Unidad Zonal de Mykolaiv (AOR: Óblast de Mykolaiv y Kirovohrad), Mykolaiv, Óblast de Mykolaiv
  - Oficina zonal de Kirovohrad
- Unidad Zonal de Jersón (AOR: Óblast de Jersón), Jersón, Óblast de Jersón

Dirección Territorial del Este (responsabilidad directa sobre el Óblast de Dnipropetrovsk) (MU А2256), Dnipro, Óblast de Dnipropetrovsk
- Oficina zonal de Krivói Rog
- Oficina VSP Cherkasy
- Unidad Especial 'Sarmat' (MU А2176), Zaporizhzhia, Óblast de Zaporizhzhia
- Unidad Zonal de Donetsk (AOR: Óblast de Donetsk), Kramatorsk, Óblast de Donetsk
- Unidad Zonal de Zaporizhzhia (AOR: Óblast de Zaporizhzhia), Zaporizhzhia, Óblast de Zaporizhzhia
- Unidad Zonal de Luhansk (AOR: Óblast de Luhansk), Severodonetsk, Óblast de Luhansk
- Unidad Zonal de Járkov (AOR: Óblast de Járkov), Járkov, Óblast de Járkov
- Oficina Chuhuiv